# Étienne Cambort-Borie
Étienne Cambort-Borie, né le 1er juillet 1737 à Sarlat-la-Canéda, mort le 18 juillet 1804 à Cognac, est un homme politique de la Révolution française.

## Biographie
En septembre 1792, alors qu'il est juge dans sa ville natale, Étienne Cambort-Borie est élu député du département de la Dordogne, le septième sur dix, à la Convention nationale.
Il siège sur les bancs de la Montagne. Lors du procès de Louis XVI, il vote la mort, rejette l'appel au peuple mais ne participe pas au dernier appel nominal sur le sursis à l'exécution. En avril 1793, il est absent lors du scrutin sur la mise en accusation de Jean-Paul Marat. En mai de la même année, il vote contre le rétablissement de la Commission des Douze.
Cambort-Borie siège parmi les « derniers Montagnards ». À l'issue de l'insurrection du 1er prairial an III (20 mai 1795), il est décrété d'arrestation. Il bénéficie de l'amnistie votée lors de la séparation de la Convention.
Il passe au Conseil des Cinq-Cents le 24 vendémiaire en IV, puis devient juge à Cognac sous le Consulat.

## Sources
- « Étienne Cambort-Borie », dans Adolphe Robert et Gaston Cougny, Dictionnaire des parlementaires français, Edgar Bourloton, 1889-1891 [détail de l’édition]